# Maria Kirilenková
Maria Jurjevna Kirilenková (rusky Мария Юрьевна Кириленко, Marija Jurjevna Kirilenko, * 25. ledna 1987 Moskva) je bývalá ruská profesionální tenistka a bronzová olympijská medailistka z ženské čtyřhry londýnských her. V kariéře vyhrála šest turnajů WTA ve dvouhře a dvanáct ve čtyřhře. V rámci okruhu ITF získala tři tituly ve dvouhře.
Na žebříčku WTA byla nejvýše ve dvouhře klasifikována v červnu 2013 na 10. místě a ve čtyřhře pak v říjnu 2011 na 5. místě. Trénoval ji otec Jurij Kirilenko.
V roce 2002 vyhrála juniorku dvouhry na US Open. V ženské dvouhře se nejdále probojovala do čtvrtfinále na Australian Open 2010. Spolu s Viktorií Azarenkovou se probojovaly do finále ženské čtyřhry na Australian Open 2011, v němž podlehly tehdejším světovým jedničkám Gisele Dulkové s Flavií Pennettaovou. Podruhé odešla z deblového finále poražena na French Open 2012, kde s krajankou Naděždou Petrovovou nestačily na Erraniovou a Vinciovou. Se stejnou spoluhráčkou vyhrála Turnaj mistryň 2012. Premiérový triumf na okruhu WTA ve dvouhře dosáhla na China Open 2005, když v boji o titul porazila Němku Annu-Lenu Grönefeldovou.
Ve fedcupovém týmu Ruska debutovala v roce 2006 ve čtvrtfinále Světové skupiny na půdě Belgie, když podlehla Kim Clijstersové a s Dinarou Safinovou vyhrála čtyřhru. Do roku 2013 v soutěži nastoupila ke dvěma mezistátním utkáním s bilancí 0–2 ve dvouhře a 1–1 ve čtyřhře. Rusko také reprezentovala na londýnských Hrách XXX. olympiády, kde v soutěži dvouhry prohrála v boji o bronzovou medaili se světovou jedničkou Viktorií Azarenkovou. Společně s Naděždou Petrovovou vybojovaly v ženské čtyřhře bronzové kovy.

## Tenisová kariéra

### 2012

#### Dvouhra
Sezónu zahájila účastí v kvalifikaci na Apia International Sydney, z níž po prohře se Švédkou Sofií Arvidssonovou do hlavní soutěže nepostoupila. Na melbournském Australian Open prošla přes Australanku Gajdošovou a Kanaďanku Wozniakovou do třetího kola, kde ji deklasovala druhá nasazená Petra Kvitová. Po rychle prohraném prvním setu 6–0, si vzala lékařskou pauzu a po ztrátě prvního gamu ve druhém dějství utkání skrečovala.

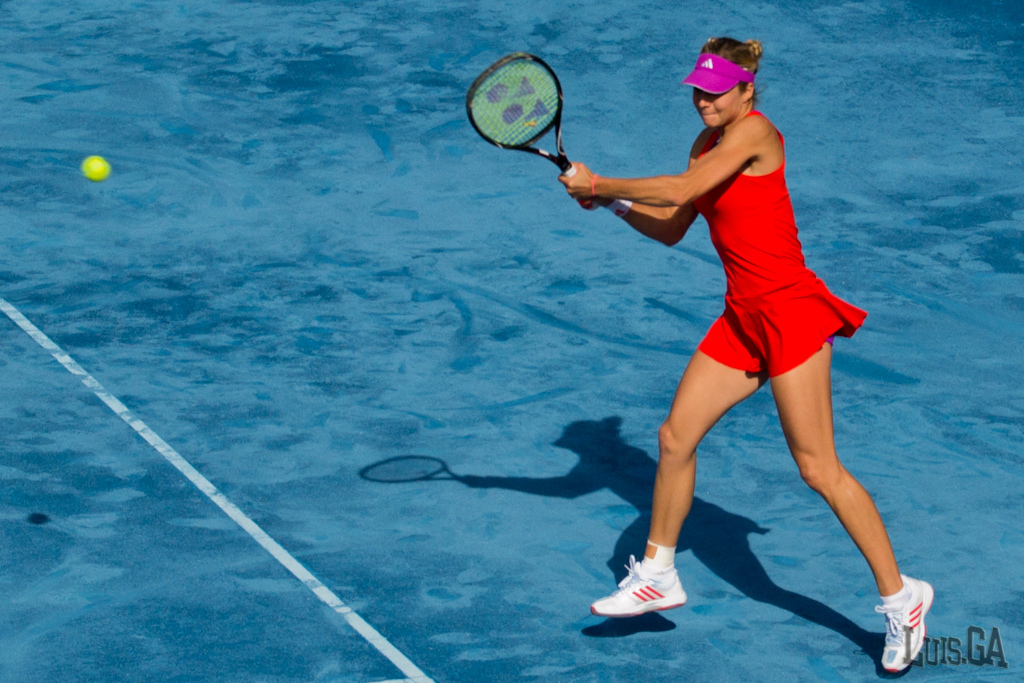
Na modré antuce Mutua Madrid Open

V únoru se probojovala do premiérového finále na thajském PTT Pattaya Open, kde nestačila na Slovenku Danielu Hantuchovou. Na březnovém BNP Paribas Open konaném v kalifornském Indian Wells, došla do čtvrtfinále, v němž byla nad její síly krajanka Maria Šarapovová. Na miamském Sony Ericsson Open vypadla v osmifinále s dvacátou druhou nasazenou Francouzkou Marion Bartoliovou po hladkém průběhu.
Od antukového Estoril Open až do travnatého UNICEF Open, konaného v 's-Hertogenboschi, zaznamenala negativní bilanci výher a proher v poměru 3–6. Do Wimbledonu přijížděla v pozici turnajové sedmnáctky a poprvé pronikla mezi posledních šestnáct hráček, když bez větších problémů přešla přes Alexandru Cadanțuovou, Lourdes Domínguezovou Linovou a Soranu Cîrsteaovou. V osmifinále vyřadila Číňanku Šuaj Pchengovou. Po téměř třech hodinách hry a trojím přerušení utkání pro déšť, skončila ve čtvrtfinále na raketě polské světové trojky Agnieszky Radwanské.
Na stejném wimbledonském pažitu si o měsíc později zahrála semifinále olympijské dvouhry, když mezi posledními osmi zdolala Kvitovou. Následně však prohrála dva zápasy, nejdříve s druhou hráčkou světa Šarapovovou, a poté v utkání o bronzovou medaili se světovou jedničkou Viktorií Azarenkovou.
Do druhého finále se probojovala na poslední přípravě před newyorským grandslamem. V závěru srpna na New Haven Open at Yale opět potkala v boji o titul Petru Kvitovou, která ji oplatila předchozí porážku. Na US Open startovala jako čtrnáctá nasazená. Ve třetím kole ji překvapivě přehrála česká kvalifikantka Andrea Hlaváčková.

#### Čtyřhra

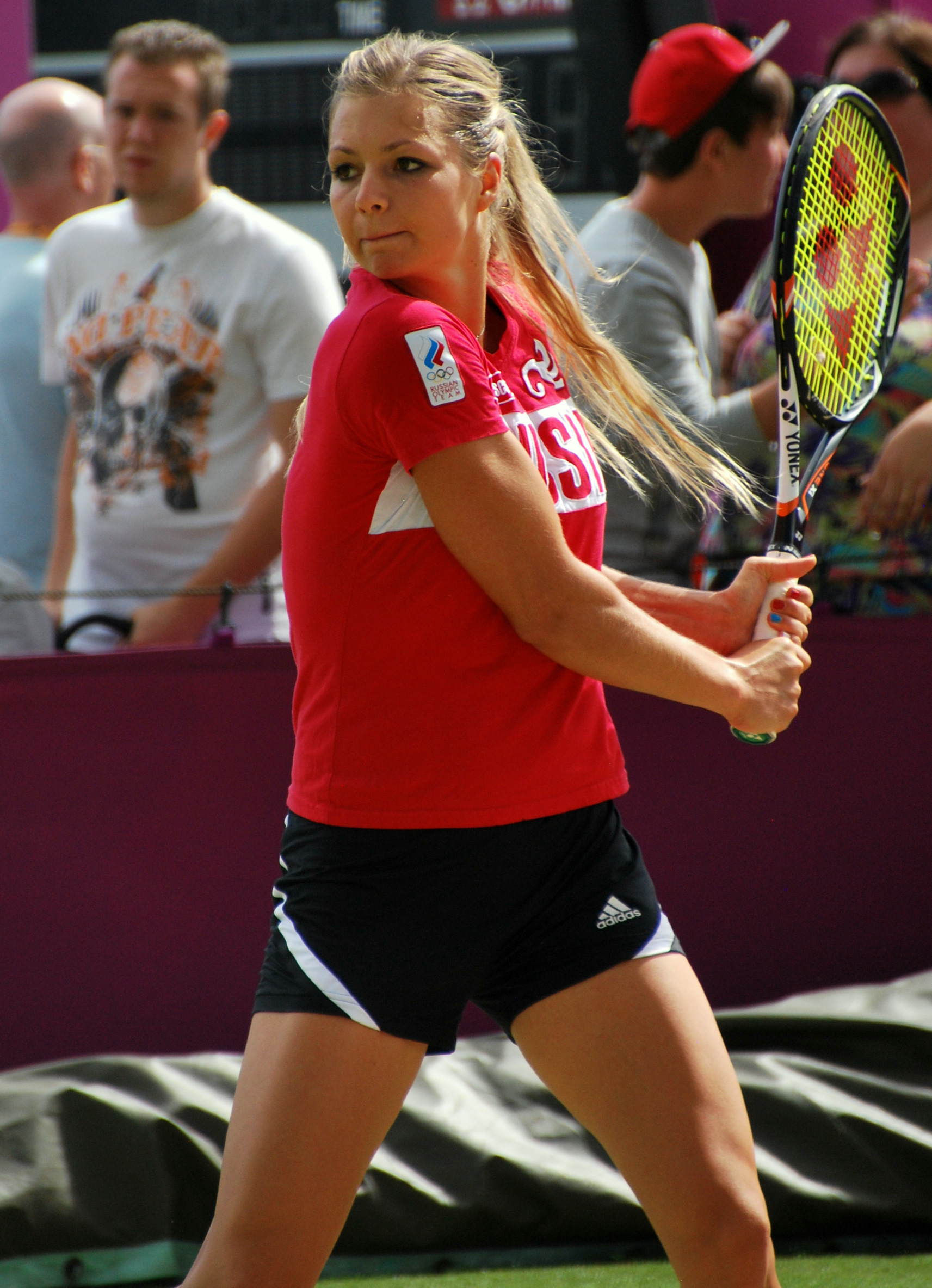
Během londýnského olympijského turnaje

V sezóně vytvořila novou stabilní dvojici s krajankou Naděždou Petrovovou, s níž získala jeden turnajový titul a třikrát Rusky odešly z finále poraženy, včetně jednoho grandslamu.
Debutové finále, do něhož se probojovaly, odehrály v závěru března na miamském Sony Ericsson Open. Zdolaly v něm italský pár Sara Erraniová a Roberta Vinciová ve vyrovnaném utkání, až v supertiebreaku. První společné finále na grandslamu dosáhly na pařížském French Open, kde opět čelily Erraniové s Vinciovou. Italky jim oplatily porážku z Miami, když jim podlehly ve třech setech V předchozím semifinále přešly přes Češky Hlaváčkovou s Hradeckou. Potřetí si se stejnou italskou dvojicí o titul zahrály na UNICEF Open, kde znovu triumfovaly Erraniová s Vinciovou.
Na londýnských Letních olympijských hrách vypadly v semifinále se sestrami Serenou a Venus Williamsovými. V utkání o bronzový kov přehrály americké světové jedničky Liezel Huberovou a Lisu Raymondovou.
Premiérovou účast na Turnaji mistryň si zajistily na týden předtím hraném Kremlin Cupu, když v semifinále porazily americký pár Raquel Kopsová-Jonesová a Abigail Spearsová. Jednalo se o přímý souboj o poslední postupové místo a Američanky po prohře skončily na pátém místě žebříčku WTA Race. Ve finále moskevského turnaje neuspěly proti krajankám Jekatěrině Makarovové a Jeleně Vesninové. Poté, co na Turnaji mistryň porazily první dvě nasazené dvojice Erraniovou s Vinciovou a ve finále pak Hlaváčkovou s Hradeckou, získaly premiérový titul z této závěrečné události sezóny pro nejlepší dvojice roku.

## Soukromý život
Narodila se v Moskvě roku 1987 na sklonku sovětské éry. Po otci má ukrajinské předky.
V roce 2006 ji firma Adidas vybrala za novou tvář. Kolekci sportovního oblečení, kterou oblékala, vytvořila britská návrhářka Stella McCartney. V roce 2009 byla nahrazena tenistkou Caroline Wozniackou.
V minulosti udržovala vztah s ruským tenistou Igorem Andrejevem. Jejím partnerem byl ruský hokejista hrající v NHL Alexandr Ovečkin. V červenci 2014 hráčka uvedla, že došlo ke zrušení jejich zasnoubení a rozchodu. Za Alexeje Stěpanova, vedoucího oddělení moskevského úřadu veřejné služby, se provdala 24. ledna 2015. Po dlouhé nezdůvodněné absenci na okruzích se jí v červenci 2015 narodil syn.

## Finále na Grand Slamu

### Ženská čtyřhra: 2 (0–2)
| Stav       | rok  | turnaj          | povrch              | soupeřka ve finále                | výsledek      |
| ---------- | ---- | --------------- | ------------------- | --------------------------------- | ------------- |
| Finalistka | 2011 | Australian Open | Viktoria Azarenková | Gisela Dulková Flavia Pennettaová | 2–6, 7–5, 6–1 |
| Finalistka | 2012 | French Open     | Naděžda Petrovová   | Sara Erraniová Roberta Vinciová   | 6–4, 4–6, 2–6 |

## Finále na okruhu WTA Tour
| Legenda (před/od 2009)                                |
| D – dvouhra; Č – čtyřhra                              |
| ----------------------------------------------------- |
| Grand Slam (0–0 D; 0–2 Č)                             |
| Turnaj mistryň (1–0 Č)                                |
| Tier I / Premier Mandatory & Premier 5 (0–0 D; 3–4 Č) |
| Tier II / Premier (1–2 D; 4–3 Č)                      |
| Tier III, IV & V / International (5–4 D; 4–4 Č)       |

### Dvouhra: 12 (6–6)
| Stav       | č. | datum           | turnaj                   | povrch      | soupeřka ve finále                | výsledek           |
| ---------- | -- | --------------- | ------------------------ | ----------- | --------------------------------- | ------------------ |
| Finalistka | 1. | 16. února 2004  | Hajdarábád, Indie        | tvrdý       | Nicole Prattová                   | 6–7(3–7), 1–6      |
| Vítězka    | 1. | 25. září 2005   | Peking, ČLR              | tvrdý       | Anna-Lena Grönefeldová            | 6–3, 6–4           |
| Vítězka    | 2. | 23. září 2007   | Kalkata, Indie           | koberec (h) | Maria Korytcevová                 | 6–0, 6–2           |
| Finalistka | 2. | 30. září 2007   | Soul, Jižní Korea        | tvrdý       | Venus Williamsová                 | 3–6, 6–1, 4–6      |
| Vítězka    | 3. | 20. dubna 2008  | Estoril, Portugalsko     | antuka      | Iveta Benešová                    | 6–4, 6–2           |
| Vítězka    | 4. | 15. června 2008 | Barcelona, Španělsko     | antuka      | María José Martínezová Sánchezová | 6–0, 6–2           |
| Vítězka    | 5. | 28. září 2008   | Soul, Jižní Korea        | tvrdý       | Samantha Stosurová                | 2–6, 6–1, 6–4      |
| Finalistka | 3. | 19. dubna 2009  | Barcelona, Španělsko     | antuka      | Roberta Vinciová                  | 0–6, 4–6           |
| Finalistka | 4. | 24. října 2010  | Kremlin Cup, Rusko       | tvrdý (h)   | Viktoria Azarenková               | 3–6, 4–6           |
| Finalistka | 5. | 12. února 2012  | Pattaya City, Thajsko    | tvrdý       | Daniela Hantuchová                | 6–7(4–7), 6–3, 3–6 |
| Finalistka | 6. | 26. srpna 2012  | New Haven, Spojené státy | tvrdý       | Petra Kvitová                     | 6–7(9–11), 5–7     |
| Vítězka    | 6. | 3. února 2013   | Pattaya City, Thajsko    | tvrdý       | Sabine Lisická                    | 5–7, 6–1, 7–6(7–1) |

### Čtyřhra: 23 (12–13)

#### Vítězka (12)
| Č.  | datum             | turnaj                         | povrch    | spoluhráčka         | poražené finalistky                        | výsledek          |
| --- | ----------------- | ------------------------------ | --------- | ------------------- | ------------------------------------------ | ----------------- |
| 1.  | 13. června 2004   | Birmingham, Spojené království | tráva     | Maria Šarapovová    | Lisa McSheaová Milagros Sequerová          | 6–2, 6–1          |
| 2.  | 9. října 2005     | Tokio, Japonsko                | tvrdý     | Gisela Dulková      | Šinobu Asagoeová María Ventová-Kabchiová   | 7–5, 4–6, 6–3     |
| 3.  | 3. března 2007    | Dauhá, Katar                   | tvrdý     | Martina Hingisová   | Ágnes Szávayová Vladimíra Uhlířová         | 6–1, 6–1          |
| 4.  | 19. dubna 2008    | Estoril, Portugalsko           | antuka    | Flavia Pennettaová  | Mervana Jugićová-Salkićová İpek Şenoğluová | 6–4, 6–4          |
| 5.  | 18. srpna 2008    | Cincinnati, Spojené státy      | tvrdý     | Naděžda Petrovová   | Sie Šu-wej Jaroslava Švedovová             | 6–3, 4–6, 10–8    |
| 6.  | 24. října 2009    | Moskva, Rusko                  | tvrdý     | Naděžda Petrovová   | Marija Kondratěvová Klára Zakopalová       | 6–2, 6–2          |
| 7.  | 8. srpna 2010     | San Diego, Spojené státy       | tvrdý     | Čeng Ťie            | Lisa Raymondová Rennae Stubbsová           | 6–4, 6–4          |
| 8.  | 15. srpna 2010    | Cincinnati, Spojené státy      | tvrdý     | Viktoria Azarenková | Lisa Raymondová Rennae Stubbsová           | 7–6(4), 7–6(8)    |
| 9.  | 7. května 2011    | Madrid, Španělsko              | antuka    | Viktoria Azarenková | Květa Peschkeová Katarina Srebotniková     | 6–4, 6–3          |
| 10. | 31. července 2011 | Stanford, Spojené státy        | tvrdý     | Viktoria Azarenková | Liezel Huberová Lisa Raymondová            | 6–1, 6–3          |
| 11. | 31. března 2012   | Miami, Spojené státy           | tvrdý     | Naděžda Petrovová   | Sara Erraniová Roberta Vinciová            | 7–60, 4–6, [10–4] |
| 12. | 28. října 2012    | Istanbul, Turecko              | tvrdý (h) | Naděžda Petrovová   | Andrea Hlaváčková Lucie Hradecká           | 6–1, 6–4          |

#### Finalistka (13)
| Č.  | datum           | turnaj                                | povrch    | spoluhráčka         | vítězky                                  | výsledek         |
| --- | --------------- | ------------------------------------- | --------- | ------------------- | ---------------------------------------- | ---------------- |
| 1.  | 15. května 2005 | Řím, Itálie                           | antuka    | Anabel Garriguesová | Cara Blacková Liezel Huberová            | 6–0, 4–6, 6–1    |
| 2.  | 27. srpna 2005  | New Haven, Spojené státy              | tvrdý     | Gisela Dulková      | Lisa Raymondová Samantha Stosurová       | 6–2, 6–7(6), 6–1 |
| 3.  | 24. června 2006 | ‘s-Hertogenbosch, Nizozemsko          | tráva     | Ana Ivanovićová     | Jen C’ Čeng Ťie                          | 3–6, 6–2, 6–2    |
| 4.  | 3. srpna 2008   | Montréal, Kanada                      | tvrdý     | Flavia Pennettaová  | Cara Blacková Liezel Huberová            | 6–1, 6–1         |
| 5.  | 28. září 2008   | Soul, Jižní Korea                     | tvrdý     | Věra Duševinová     | Čuang Ťia-žung Sie Šu-wej                | 6–3, 6–0         |
| 6.  | 21. února 2009  | Dubaj, Spojené arabské emiráty        | tvrdý     | Agnieszka Radwańská | Cara Blacková Liezel Huberová            | 6–3, 6–3         |
| 7.  | 2. května 2009  | Fès, Maroko                           | antuka    | Sorana Cîrsteaová   | Alisa Klejbanovová Jekatěrina Makarovová | 6–3, 2–6, 10–8   |
| 8.  | 9. srpna 2009   | Los Angeles, Spojené státy            | tvrdý     | Agnieszka Radwańská | Čuang Ťia-žung Jen C’                    | 6–0, 4–6, 10–7   |
| 9.  | 29. ledna 2011  | Australian Open, Melbourne, Austrálie | tvrdý     | Viktoria Azarenková | Gisela Dulková Flavia Pennettaová        | 2–6, 7–5, 6–1    |
| 10. | 15. srpna 2011  | Rogers Cup, Kanada                    | tvrdý     | Viktoria Azarenková | Liezel Huberová Lisa Raymondová          | bez boje         |
| 11. | 8. června 2012  | French Open, Paříž, Francie           | antuka    | Naděžda Petrovová   | Sara Erraniová Roberta Vinciová          | 6–4, 4–6, 2–6    |
| 12. | 23. června 2012 | 's-Hertogenbosch, Nizozemsko          | tráva     | Naděžda Petrovová   | Sara Erraniová Roberta Vinciová          | 4–6, 6–3, [9–11] |
| 13. | 21. října 2012  | Moskva, Rusko                         | tvrdý (h) | Naděžda Petrovová   | Jekatěrina Makarovová Jelena Vesninová   | 3-6, 6-1, [8-10] |

## Postavení na konečném žebříčku WTA

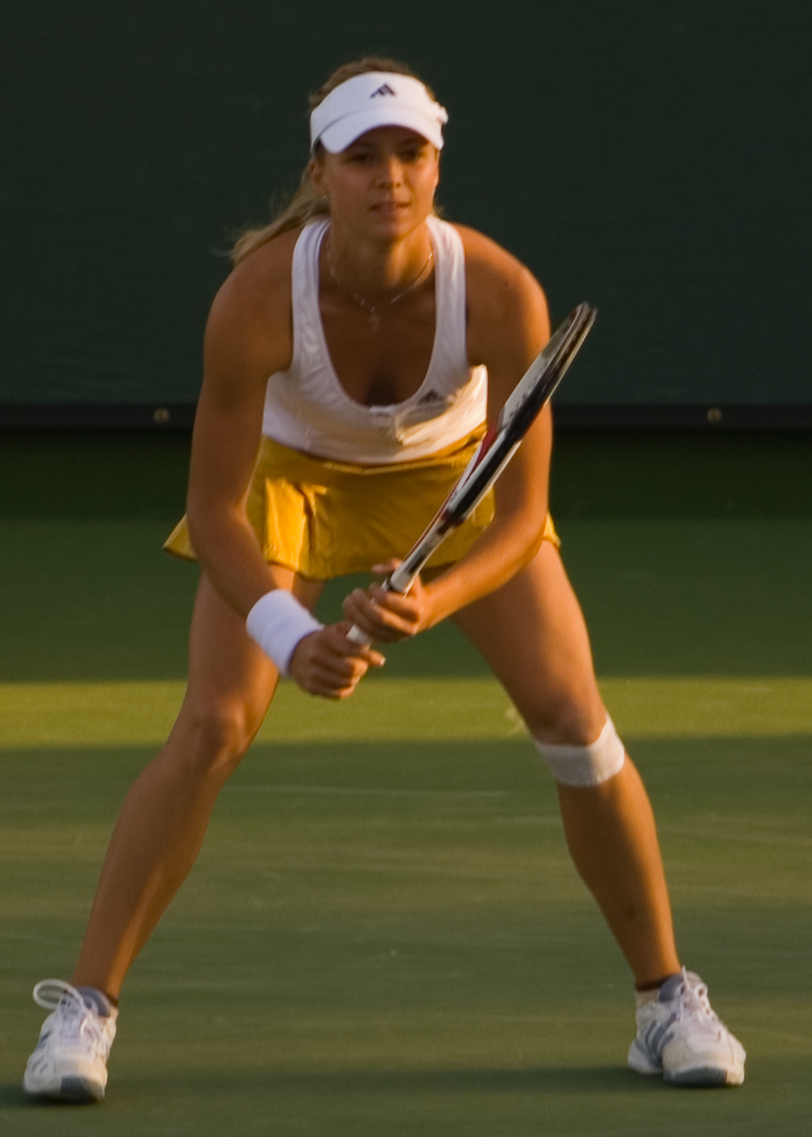
Maria Kirilenková na příjmu

### Dvouhra
| Rok    | 2002 | 2003   | 2004   | 2005  | 2006  | 2007  | 2008  | 2009  |
| Pořadí | 417. | ▲ 122. | ▲ 111. | ▲ 25. | ▼ 30. | ▼ 31. | ▲ 29. | ▼ 63. |

### Čtyřhra
| Rok    | 2003 | 2004   | 2005  | 2006  | 2007  | 2008  | 2009  |
| Pořadí | 258. | ▲ 148. | ▲ 27. | ▲ 26. | ▼ 35. | ▲ 24. | ▲ 21. |